# Marco Richter
Marco Richter (Friedberg, 24 november 1997) is een Duits voetballer die doorgaans als aanvallende middenvelder speelt. Hij debuteerde in 2017 in het betaald voetbal voor FC Augsburg in de Bundesliga. Sinds augustus 2023 staat hij onder contract bij 1. FSV Mainz 05, dat hem in aanloop naar het seizoen 2025/26 verhuurde aan SV Darmstadt 98.

## Clubcarrière

### Jeugd
Richter begon met voetballen bij SV Ried 1951 en werd in 2004, na deelname aan een talentendag, toegelaten tot de jeugdopleiding van Bayern München. Acht jaar later, op 14-jarige leeftijd, maakte hij de overstap naar de jeugd van FC Augsburg.

### FC Augsburg
Op 22 mei 2015 debuteerde Richter als A-junior bij het tweede elftal van FC Augsburg. In het met 2-1 verloren uitduel tegen FC Ingolstadt 04 II viel hij in de 75e minuut in en scoorde direct de aansluitingstreffer. In anderhalf jaar tijd maakte hij 32 doelpunten in 41 wedstrijden in de Regionalliga, waaronder zeven treffers in één wedstrijd tegen SV Seligenporten. In maart 2017 tekende Richter een driejarig contract met een looptijd tot medio 2020. Tijdens de voorbereiding op het seizoen 2017/18 werd hij door trainer Manuel Baum bij de eerste selectie gehaald. Op 14 oktober 2017 maakte hij zijn debuut in de Bundesliga, toen hij in de slotminuten Kevin Danso verving in de thuiswedstrijd tegen TSG 1899 Hoffenheim. Na de winterstop werd hij definitief overgeheveld vanuit het tweede elftal. Zijn eerste doelpunt in de Bundesliga volgde op 4 februari 2018, in een met 3–0 gewonnen thuiswedstrijd tegen Eintracht Frankfurt.
In het seizoen 2018/19 wist Richter geen vaste basisplaats te veroveren; hij begon in 17 van de 34 competitiewedstrijden in de basis. FC Augsburg kende een moeizaam seizoen en bivakkeerde lange tijd in de onderste regionen van de ranglijst. Uiteindelijk wist de club zich met een 14e plaats te handhaven in de Bundesliga. In het seizoen 2019/20 beleefde Richter onder trainer Martin Schmidt zijn definitieve doorbraak in het betaald voetbal. Tot aan het ontslag van Schmidt stond hij regelmatig in de basis, een lijn die hij onder diens opvolger Heiko Herrlich wist door te trekken. In totaal startte hij dat seizoen in 27 competitiewedstrijden. FC Augsburg wist zich opnieuw ternauwernood te handhaven, ditmaal met een 15e plaats op de ranglijst. Richter besloot aan het einde van het seizoen zijn loopbaan bij Hertha BSC voort te zetten.

### Hertha BSC
Richter verruilde FC Augsburg in de zomer van 2021 voor Hertha BSC.  Onder trainer Pál Dárdai maakte hij op 15 augustus zijn debuut voor de Berlijnse club in de met 3-1 verloren uitwedstrijd tegen 1. FC Köln. In het RheinEnergieStadion kwam hij in de 65e minuut in het veld voor Stevan Jovetić. Op 16 oktober 2021 maakte hij zijn eerste doelpunt voor Hertha: in de met 1-2 gewonnen uitwedstrijd tegen Eintracht Frankfurt bracht hij zijn ploeg al na zeven minuten op voorsprong. Net als bij Augsburg raakte Richter ook bij Hertha BSC verwikkeld in de strijd tegen degradatie. In het seizoen 2021/22 wist de club zich met moeite te handhaven in de Bundesliga. Hertha eindigde op de 15e plaats en moest via de play-offs tegen Hamburger SV degradatie zien te voorkomen. Na een 0-1 thuisnederlaag in de eerste wedstrijd, werd het in de return in Hamburg met een 0-2 overwinning alsnog veiliggesteld. Richter speelde enkel in de heenwedstrijd mee. In het seizoen 2022/23 vocht Richter met Hertha opnieuw het hele seizoen tegen degradatie. Uiteindelijk slaagde de club er niet in zich te handhaven en degradeerde als hekkensluiter rechtstreeks naar de 2. Bundesliga. Richter begon het seizoen 2023/24 nog bij Hertha, maar maakte in augustus 2023 de overstap naar 1. FSV Mainz 05. Daarmee keerde hij direct terug naar de Bundesliga.

### 1. FSV Mainz
In augustus 2023 tekende Richter een vierjarig contract bij 1. FSV Mainz, dat circa 3 miljoen euro betaalde voor zijn transfer. In Mainz werd hij herenigd met sportief directeur Martin Schmidt, met wie hij eerder samenwerkte bij FC Augsburg. Hij maakte zijn officiële debuut voor Mainz op 27 augustus 2023, tijdens de tweede speelronde van de Bundesliga in de thuiswedstrijd tegen Eintracht Frankfurt. Trainer Bo Svensson bracht hem twaalf minuten voor tijd in als vervanger van Lee Jae-sung. Op 26 november 2023 maakte Richter zijn eerste doelpunt voor de club. In de uitwedstrijd tegen SG 1899 Hoffenheim zette hij Mainz in de 39e minuut op een 0–1 voorsprong, na een assist van Edimilson Fernandes. De wedstrijd eindigde uiteindelijk in 1–1. Mainz kende een moeizaam seizoen, waarin Richter met drie verschillende hoofdtrainers werkte. Na een teleurstellende seizoensstart werd Bo Svensson vervangen door interim-trainer Jan Siewert, die op zijn beurt na drie maanden plaatsmaakte voor de Deen Bo Henriksen. Onder Svensson en Siewert kreeg Richter regelmatig speeltijd, maar na de komst van Henriksen beperkte zijn rol zich grotendeels tot invalbeurten. Deze situatie veranderde ook bij aanvang van het seizoen 2024/25 niet. Om meer speeltijd te krijgen, vertrok Richter in augustus 2024 op huurbasis naar Hamburger SV, actief in de 2. Bundesliga. Na zijn terugkeer bleek er opnieuw weinig perspectief op speelminuten, waarop hij zich in juli 2025 opnieuw liet verhuren, ditmaal aan SV Darmstadt 98, waarmee hij ook in het seizoen 2025/26 uitkwam in de 2. Bundesliga.

#### Verhuur aan Hamburger SV
Kort voor het verstrijken van de transferdeadline in de zomer van 2024 werd Richter voor de rest van het seizoen 2024/25 verhuurd aan het Noord-Duitse Hamburger SV. Hij maakte zijn debuut op 31 augustus 2024 in de thuiswedstrijd tegen Preußen Münster. In het met 4–1 gewonnen duel viel hij zeventien minuten voor tijd in als vervanger van Fabio Baldé. Zijn eerste doelpunt voor Die Rothosen maakte hij op 23 november 2024, tijdens de dertiende speelronde van de 2. Bundesliga. In het thuisduel tegen  Schalke 04 bracht hij HSV in de 29e minuut via een directe vrije trap op een 1–0 voorsprong. Onder trainer Steffen Baumgart had Richter regelmatig een basisplaats. Na diens ontslag en de aanstelling van assistent Merlin Polzin veranderde zijn rol echter aanzienlijk. Hij belandde op de reservebank en kwam in het restant van het seizoen nog slechts sporadisch in actie. Ondanks zijn verminderde speeltijd beleefde HSV een succesvol seizoen: de club eindigde als tweede in de 2. Bundesliga en promoveerde na 2.555 dagen terug naar het hoogste niveau. Na afloop van de huurperiode keerde Richter terug naar 1. FSV Mainz 05.

#### Verhuur aan SV Darmstadt 98
Kort voor de start van het seizoen 2025/26 werd bekend dat Richter op huurbasis zonder optie tot koop vertrok naar SV Darmstadt 98.

## Clubstatistieken
| 2017/18                     | FC Augsburg       | Bundesliga    | 12 | 1  | — | — | — | — | 12  | 1  |
| 2018/19                     | FC Augsburg       | Bundesliga    | 25 | 4  | 4 | 1 | — | — | 29  | 5  |
| 2019/20                     | FC Augsburg       | Bundesliga    | 31 | 4  | 1 | 0 | — | — | 32  | 4  |
| 2020/21                     | FC Augsburg       | Bundesliga    | 29 | 3  | — | — | — | — | 29  | 3  |
| Club totaal                 | Club totaal       | Club totaal   | 97 | 12 | 5 | 1 | 0 | 0 | 102 | 13 |
| 2021/22                     | Hertha BSC        | Bundesliga    | 30 | 5  | 2 | 1 | — | — | 32  | 6  |
| 2022/23                     | Hertha BSC        | Bundesliga    | 29 | 6  | — | — | — | — | 29  | 6  |
| 2023/24                     | Hertha BSC        | 2. Bundesliga | 3  | 0  | 1 | 2 | — | — | 4   | 2  |
| Club totaal                 | Club totaal       | Club totaal   | 62 | 11 | 3 | 3 | 0 | 0 | 65  | 14 |
| 2023/24                     | FSV Mainz         | Bundesliga    | 20 | 1  | 1 | 0 | — | — | 25  | 3  |
| 2025/26                     | FSV Mainz         | Bundesliga    | 0  | 0  | 0 | 0 | 0 | 0 | 0   | 0  |
| Club totaal                 | Club totaal       | Club totaal   | 20 | 1  | 1 | 0 | 0 | 0 | 21  | 1  |
| 2024/25                     | → Hamburger SV    | 2.Bundesliga  | 27 | 1  | 1 | 0 | — | — | 28  | 1  |
| Club totaal                 | Club totaal       | Club totaal   | 27 | 1  | 1 | 0 | 0 | 0 | 28  | 1  |
| 2025/26                     | → SV Darmstadt 98 | 2.Bundesliga  | 0  | 0  | 0 | 0 | — | — | 0   | 0  |
| Club totaal                 | Club totaal       | Club totaal   | 0  | 0  | 0 | 0 | 0 | 0 | 0   | 0  |
| Bijgewerkt tot 31 juli 2025 |                   |               |    |    |   |   |   |   |     |    |

## Interlandcarrière
Richter kwam uit voor meerdere Duitse jeugdelftallen en nam als speler van Duitsland –21 deel aan een Europees kampioenschap. Daarnaast vertegenwoordigde hij zijn land op de Olympische Zomerspelen. Richter speelde in totaal negen jeugdinterlands voor Duitsland, waarin hij onder meer samenspeelde met Alexander Nübel, Jonathan Tah, Waldemar Anton en Benjamin Henrichs.

### Duitse jeugdelftallen
Richter debuteerde op 9 november 2017 in een Duits jeugdelftal toen hij met Duitsland –20 uitkwam tegen Italië –20. Hij viel in de 84e minuut in voor Görkem Sağlam. Hoewel Richter slechts in één kwalificatiewedstrijd in actie kwam, werd hij door bondscoach Stefan Kuntz opgenomen in de selectie voor het Europees kampioenschap 2019 in Italië en San Marino. Tijdens het toernooi speelde hij in alle drie de groepswedstrijden. In de openingswedstrijd tegen Denemarken op 17 juni 2019 maakte hij zijn eerste interlanddoelpunten: hij opende de score en verdubbelde kort daarna de voorsprong. Daarnaast gaf hij de assist op uca Waldschmidt bij de 3–0, wat tevens de eindstand was. In de tweede groepswedstrijd tegen Servië (6–1 winst) maakte Richter al in de 16e minuut de 1–0. In de halve finale tegen Roemenië bleef hij op de bank, maar zag hij zijn ploeg met 4–2 winnen. In de finale tegen Spanje (2–1 verlies) mocht Richter invallen; hij speelde 17 minuten mee.

### Olympische Spelen
In 2021 werd Richter door bondscoach Stefan Kuntz opgenomen in de Duitse selectie voor de uitgestelde Olympische Zomerspelen 2020 in Japan. Hij speelde drie wedstrijden, waarvan twee als basisspeler. Duitsland eindigde als derde in de poule en werd daarmee uitgeschakeld in de groepsfase. Tijdens het toernooi speelde Richter onder meer samen met Maximilian Arnold, Cedric Teuchert en Nadiem Amiri.
| Jeugdinterlands van Marco Richter voor Duitsland () | Jeugdinterlands van Marco Richter voor Duitsland () | Jeugdinterlands van Marco Richter voor Duitsland () | Jeugdinterlands van Marco Richter voor Duitsland () | Jeugdinterlands van Marco Richter voor Duitsland () | Jeugdinterlands van Marco Richter voor Duitsland () |
| №                                                   | Datum                                               | Wedstrijd                                           | Uitslag                                             | Soort Wedstrijd                                     | Doelpunten                                          |
| Als speler bij Duitsland –20                        | Als speler bij Duitsland –20                        | Als speler bij Duitsland –20                        | Als speler bij Duitsland –20                        | Als speler bij Duitsland –20                        | Als speler bij Duitsland –20                        |
| --------------------------------------------------- | --------------------------------------------------- | --------------------------------------------------- | --------------------------------------------------- | --------------------------------------------------- | --------------------------------------------------- |
| 1.                                                  | 9 november 2017                                     | Duitsland – Italië                                  | 2 – 2                                               | Vriendschappelijk                                   |                                                     |
| Als speler bij Duitsland –21                        |                                                     |                                                     |                                                     |                                                     |                                                     |
| 1.                                                  | 7 september 2018                                    | Duitsland – Mexico                                  | 3 – 0                                               | Vriendschappelijk                                   |                                                     |
| 2.                                                  | 11 september 2018                                   | Ierland – Duitsland                                 | 0 – 6                                               | EK-kwalificatie 2019                                |                                                     |
| 3.                                                  | 19 november 2018                                    | Italië – Duitsland                                  | 1 – 2                                               | Vriendschappelijk                                   |                                                     |
| 4.                                                  | 21 maart 2019                                       | Duitsland – Frankrijk                               | 2 – 2                                               | Vriendschappelijk                                   |                                                     |
| 5.                                                  | 17 juni 2019                                        | Duitsland – Denemarken                              | 3 – 1                                               | Europees Kampioenschap 2019 (poule)                 | Goal · Goal                                         |
| 6.                                                  | 20 juni 2019                                        | Duitsland – Servië                                  | 6 – 1                                               | Europees Kampioenschap 2019 (poule)                 | Goal                                                |
| 7.                                                  | 23 juni 2019                                        | Oostenrijk – Duitsland                              | 1 – 1                                               | Europees Kampioenschap 2019 (poule)                 |                                                     |
| 8.                                                  | 30 juni 2019                                        | Spanje – Duitsland                                  | 2 – 1                                               | Europees Kampioenschap 2019 (finale)                |                                                     |
| Als speler van de Olympische ploeg                  |                                                     |                                                     |                                                     |                                                     |                                                     |
| 1.                                                  | 22 juli 2021                                        | Brazilië – Duitsland                                | 4 – 2                                               | Olympische Spelen 2020                              |                                                     |
| 2.                                                  | 25 juli 2021                                        | Saoedi-Arabië – Duitsland                           | 2 – 3                                               | Olympische Spelen 2020                              |                                                     |
| 3.                                                  | 28 juli 2021                                        | Ivoorkust – Duitsland                               | 1 – 1                                               | Olympische Spelen 2020                              |                                                     |
| Bijgewerkt tot 10 oktober 2024                      |                                                     |                                                     |                                                     |                                                     |                                                     |

## Persoonlijk
In juli 2022 werd bij Richter teelbalkanker vastgesteld. Hij onderging een operatie waarbij de tumor succesvol werd verwijderd. Uit aanvullend onderzoek bleek dat een vervolgbehandeling met chemotherapie niet noodzakelijk was.